# Hans Schuster (Sportwissenschaftler)
Hans Schuster (* 4. Dezember 1928 in Freital; † 19. September 2009) war ein deutscher Sportwissenschaftler und Hochschullehrer.

## Leben
Schuster war nach dem Zweiten Weltkrieg als Neulehrer tätig, danach studierte er bis 1951 an der Karl-Marx-Universität Leipzig, 1956 schloss er an der Deutschen Hochschule für Körperkultur (DHfK) in Leipzig seine Doktorarbeit (Thema: „Der Kampf des Arbeiter-Turnerbundes um die Gewinnung und die proletarische Erziehung der Jugend vor dem ersten imperialistischen Weltkrieg: 1893–1914“) ab. Nachdem Schuster in Berlin beim Staatlichen Komitee für Körperkultur und Sport gearbeitet hatte, trat er zu Jahresbeginn 1960 die Stelle als Leiter der DHfK-Forschungsstelle an. 1965 trat er eine Professur für Leistungssport an. Von 1965 bis 1967 war er Rektor der DHfK. Schuster war einer der Hauptinitiatoren der Einrichtung des Forschungsinstituts für Körperkultur und Sport (FKS) an der DHfK, deren Leitung er von seiner Gründung 1969 bis 1990 innehatte. Schuster befasste sich in seiner wissenschaftlichen Arbeit unter anderem mit Aspekten des Nachwuchsleistungssports, dem Ausdauertraining, der Leistungsanalyse im Spitzensportbereich und sportlicher Leistungsentwicklung. Schusters eigener Einschätzung nach erhielten insbesondere zwei seiner Forschungsgebiete große Bedeutung: Er  beschäftigte sich intensiv mit der Ausarbeitung von Zielen, Aufgaben und Methodik als Grundlage für Programme des Kinder- und Jugendtrainings sowie mit den Grundlagen der Trainingsplanung und -auswertung wie die Bestimmung der Inhalte von Rahmentrainingsplänen. Er analysierte die politische Bedeutung von Leistungssport, darunter die von Olympischen Spielen und erachtete den Leistungssport als Teil des „Klassenkampfes“. Schuster wird zugerechnet, die Entwicklung des Leistungssports in der Deutschen Demokratischen Republik entscheidend mitbestimmt zu haben. Andreas Ritter bezeichnete ihn in seiner 2002 vorgelegten Dissertation als „Vordenker des DDR-Leistungssportsystems“. Nach Einschätzung Alfons Lehnerts erwarb sich Schuster weltweit einen „exzellenten Ruf als langjähriger Direktor des Forschungsinstituts für Körperkultur und Sport in Leipzig“.
Im April 1957 wurde Schuster auf der Gründungskonferenz des Deutschen Turn- und Sportbundes (DTSB) in den Vorstand gewählt, ab 1966 gehörte er dem Präsidium des DTSB an. Auf internationaler Ebene gehörte Schuster von 1960 bis 1969 dem Forschungskomitees des Weltrats für Körperkultur und Sport an.
In den Büchern „Doping in der DDR: Ein historischer Überblick zu einer konspirativen Praxis“ von Giselher Spitzer, „Doping im Spitzensport - Sportwissenschaftlichen Analysen zur nationalen und internationalen Leistungsentwicklung“ von Andreas Singler und Gerhard Treutlein sowie „Hormone und Hochleistung: Doping in Ost und West“ von Klaus Latzel und Lutz Niethammer findet Schuster Erwähnung in Zusammenhang mit Dopingforschung und in Zusammenhang mit der Praxis der Verabreichung von Dopingmitteln an Leistungssportler, unter anderem von Anabolika, in den 1960er, 1970er und 1980er Jahren. Von Spitzer wird Schuster als „Begründer des Anabolika-Dopings“ bezeichnet. So sei von Schuster von 1964 „eine (zunächst dezentrale) anabole Phase“ eingeleitet worden, heißt es in Spitzers Beitrag „Entstehung und Funktionsweise des DDR-Zwangsdopings: Doping in einem geschlossenen System und die Grenzen der biologischen Leistungsfähigkeit“ in dem von Latzel und Niethammer herausgegebenen Buch. „Nachdem der zivile Sport seiner Initiative zur Verwendung anaboler Steroide nicht gefolgt war, war Schuster in seiner Funktion als Inoffizieller Mitarbeiter des MfS mit dem Decknamen GMS 'HANS' an den Minister für Staatssicherheit Erich Mielke herangetreten, den er laut Akten für das neuartige Hormondoping interessieren konnte“. Bei Singler und Treutlein heißt es, Schuster habe „für die Verbreitung des Anabolikadopings in der DDR gesorgt“.